# Verbier
Verbier är en vintersportort i kommunen Val de Bagnes i den schweiziska delen av Alperna i kantonen Valais.
Destinationen är mycket populär bland svenskar som uppskattar den omfattande offpisten som är lättillgänglig från liftsystemet. Orten är belägen 1 503 meter över havet och cirka 120 kilometer från Genève, och ligger i den fransktalande delen av Schweiz. Verbier är huvudort/-del i det sammanhängande lift- och pistsystemet Les 4 Vallées ("de Fyra dalarna") med totalt 67 skidliftar och 107 nedfarter till vilket också orterna Nendaz, Le Chable, Siviez, Bruson samt La Tzoumaz hör. Dess högsta punkt är Mont Fort, 3 330 meter över havet.
Verbier ingår även i den berömda skid- och vandringsrutten Haute Route som börjar i Zermatt och slutar i Chamonix, Frankrike.
Verbier Festival & Academy är en årlig musikfestival, grundad av svensken Martin Engström. Ortens cirka 2 000 invånare består av ett märkbart antal svenskar, vilket skapat det svenska smeknamnet "Rikeby".
Filmen Sällskapsresan II – Snowroller spelades in i Verbier.